# X-COM: Terror from the Deep
X-COM: Terror from the Deep é um jogo eletrônico de estratégia desenvolvido e publicado pela Microprose em 1995 para Microsoft Windows e posteriormente para 3DO Interactive Multiplayer e o Sony PlayStation, em 1996.É a continuação de UFO: Enemy Unknown (como X-COM: UFO Defense) e o segundo jogo da série X-COM. Terror from the Deep passa-se em 2040, décadas após a vitória na primeira guerra Alien, quando uma nova ameaça começa a surgir a partir dos oceanos.
Terror from the Deep ocorre principalmente debaixo d'água, com base na construção e no combate submerso sob as ondas, onde toda a tecnologia alienígena do primeiro jogo torna-se inutilizavel em água salgada, forçando o jogados a captar e desenvolver novas tecnologias.
O jogo foi muito bem recebido e a versão para PC tem uma classificação média de 86% no GameRankings.
Em 4 de maio de 2007, Terror from the Deep foi lançado na Steam pela 2K Games, onde uma posterior atualização permitiu seu uso no Windows Vista. O jogo também foi re-lançado como parte das compilações X-COM Collector's Edition pela MicroProse em 1998, X-COM Collection pela Hasbro Interactive em 1999, X-COM: Complete Pack pela 2K Games em 2008 e 2K Huge Games Pack em 2009.